# 松見町 (横浜市)
松見町（まつみちょう）は、神奈川県横浜市神奈川区の町名で、現行行政地名は松見町1丁目から松見町4丁目（字丁目）。住居表示未実施区域。

## 地理
神奈川区の北東部に位置し、東に西寺尾、南東に大口通、南西に大口仲町、西に港北区菊名、北に鶴見区馬場と接している。

### 地価
住宅地の地価は、2025年（令和7年）1月1日の公示地価によれば、松見町2丁目450番5の地点で24万6000円/m²となっている。

## 歴史

### 沿革
- 1963年（昭和38年）10月16日 - 大口（第二工区）の土地区画整理事業[7]に伴い、神奈川区西寺尾町・港北区菊名町・鶴見区馬場町の各一部をもって松見町1丁目から4丁目新設[8][9][10]。

### 貨物新線反対運動
町内には東西方向に東海道貨物線（羽沢線）が横断する。同貨物線の建設が進められた1960年代から1970年代にかけては、住民らによる反対運動が起き、建設予定地には団結小屋が立てられた。1978年、土地収用法により、建設予定地の土地が強制収容されると
同年9月には団結小屋も撤去された。

## 世帯数と人口
2025年（令和7年）6月30日現在（横浜市発表）の世帯数と人口は以下の通りである。
| 丁目        | 世帯数    | 人口     |
| ----------- | --------- | -------- |
| 松見町1丁目 | 1,645世帯 | 2,993人  |
| 松見町2丁目 | 1,646世帯 | 3,068人  |
| 松見町3丁目 | 1,632世帯 | 2,978人  |
| 松見町4丁目 | 1,379世帯 | 2,732人  |
| 計          | 6,302世帯 | 11,771人 |

### 人口の変遷
国勢調査による人口の推移。
| 年                 | 人口   |
| ------------------ | ------ |
| 1995年（平成7年）  | 10,798 |
| 2000年（平成12年） | 11,130 |
| 2005年（平成17年） | 11,072 |
| 2010年（平成22年） | 11,720 |
| 2015年（平成27年） | 11,833 |
| 2020年（令和2年）  | 11,822 |

### 世帯数の変遷
国勢調査による世帯数の推移。
| 年                 | 世帯数 |
| ------------------ | ------ |
| 1995年（平成7年）  | 4,678  |
| 2000年（平成12年） | 5,004  |
| 2005年（平成17年） | 5,015  |
| 2010年（平成22年） | 5,463  |
| 2015年（平成27年） | 5,603  |
| 2020年（令和2年）  | 6,058  |

## 学区
市立小・中学校に通う場合、学区は以下の通りとなる（2024年11月時点）。
| 丁目        | 番地 | 小学校               | 中学校               |
| ----------- | --- | -------------------- | -------------------- |
| 松見町1丁目 | 27番地の15・16 27番地の29〜57 29番地 | 横浜市立大口台小学校 | 横浜市立神奈川中学校 |
| 松見町1丁目 | 1番地〜27番地の14 27番地の17〜28・58〜65 28番地、30番地以降 | 横浜市立西寺尾小学校 | 横浜市立錦台中学校   |
| 松見町2丁目 | 1〜5番地 | 横浜市立西寺尾小学校 | 横浜市立錦台中学校   |
| 松見町2丁目 | 6〜15番地 565番地の1〜1902番地 | 横浜市立港北小学校   | 横浜市立錦台中学校   |
| 松見町2丁目 | 16〜17番地、357〜479番地 | 横浜市立港北小学校   | 横浜市立神奈川中学校 |
| 松見町3丁目 | 480番地の1〜564番地、599番地の3 601〜604番地、607番地 919番地の2〜5・17 920〜921番地、928〜933番地 936番地、939〜954番地                                                   | 横浜市立港北小学校   | 横浜市立神奈川中学校 |
| 松見町3丁目 | 1〜4番地、599番地の1・2 599番地の4〜600番地、605番地 623番地〜918番地の1、919番地の1 919番地の6〜16・18〜終り 922〜927番地、934〜935番地 937〜938番地 974番地の2〜1901番地 | 横浜市立港北小学校   | 横浜市立錦台中学校   |
| 松見町4丁目 | 918番地の2、947番地 957〜960番地、962〜963番地 965〜1129番地まで | 横浜市立港北小学校   | 横浜市立錦台中学校   |
| 松見町4丁目 | 539番地の3〜543番地の7 942番地の1〜946番地 948番地〜956番地 961番地、964番地                                                                                               | 横浜市立港北小学校   | 横浜市立神奈川中学校 |

## 事業所
2021年（令和3年）現在の経済センサス調査による事業所数と従業員数は以下の通りである。
| 丁目        | 事業所数  | 従業員数 |
| ----------- | --------- | -------- |
| 松見町1丁目 | 54事業所  | 425人    |
| 松見町2丁目 | 34事業所  | 266人    |
| 松見町3丁目 | 45事業所  | 160人    |
| 松見町4丁目 | 29事業所  | 238人    |
| 計          | 162事業所 | 1,089人  |

### 事業者数の変遷
経済センサスによる事業所数の推移。
| 年                 | 事業者数 |
| ------------------ | -------- |
| 2016年（平成28年） | 178      |
| 2021年（令和3年）  | 162      |

### 従業員数の変遷
経済センサスによる従業員数の推移。
| 年                 | 従業員数 |
| ------------------ | -------- |
| 2016年（平成28年） | 906      |
| 2021年（令和3年）  | 1,089    |

## 交通
- 神奈川県道2号東京丸子横浜線
- 神奈川県道111号大田神奈川線

## 施設
- 横浜市神奈川消防署松見消防出張所
- 横浜市立盲特別支援学校[21]

## その他

### 日本郵便
- 郵便番号 : 221-0005[3]（集配局：神奈川郵便局[22]）

### 警察
町内の警察の管轄区域は以下の通りである。
| 丁目        | 番地等 | 警察署       | 交番         |
| ----------- | ------ | ------------ | ------------ |
| 松見町1丁目 | 全域   | 神奈川警察署 | 大口駅前交番 |
| 松見町2丁目 | 全域   | 神奈川警察署 | 大口駅前交番 |
| 松見町3丁目 | 全域   | 神奈川警察署 | 神之木交番   |
| 松見町4丁目 | 全域   | 神奈川警察署 | 神之木交番   |